# Contea di Kenosha
La contea di Kenosha (in inglese, Kenosha County) è una contea dello Stato del Wisconsin, negli Stati Uniti. La popolazione al censimento del 2000 era di 149 577 abitanti. Il capoluogo di contea è Kenosha.